# السيدة الأولى (مسلسل كوري جنوبي)
السيدة الأولى (بالكورية: 퍼스트 레이디) مسلسل تلفزيوني كوري جنوبي قادم، بطولة يو-جين، جي هيون-وو، لي مين-يونغ، من المقرر عرضه على قناة إم بي إن في 24 سبتمبر 2025، وسيبث فترة الاربعاء والخميس الساعة 10:20 (KST).

## القصة
تدور أحداث المسلسل حول الرئيس المنتخب حديثًا يطلب الطلاق من زوجته الأولى المستقبلية. ويصور المسلسل المؤامرات السياسية والأسرار العائلية التي تتكشف وسط الصراع الحاد بين الرئيس المنتخب وزوجته خلال الأيام الـ 67 المتبقية حتى تنصيبه.

## طاقم

### رئيسي
- يو جين في دور تشا سو-إيون[3]
- جي هيون وو بدور هيون مين تشيول[3]
- لي مين-يونغ في دور شين هاي-رين[3]

### داعم
- هان سو-اه في دور لي هوا-جين[4]
- شين سو-إيول في دور سون مين-جو[5]
- كيم كي-بانغ في دور يون كي-جو[6]
- أوه سيونغ-أون في دور تشوي ميونغ-جو[4]

## الانتاج
في 22 أبريل 2025 ، أعلنت صحيفة مايل للأعمال المالكة لقناة (MBN)، أنها ستستثمر في شركة أرتست جروب حوالي 18 مليار وون، وأعلنت عن تأسيس استوديوهات إم بي إن، وسيكون مسلسل "السيدة الاولى" أول عمل سيتم انتاجه بشكل مشترك، وستتولى انتاجه استوديو جيدام واستوديو أرتست، وشركة رودشو بلس.

## روابط خارجية
- السيدة الأولى على هانسينما